# Geneviève Darrieussecq
Pour les articles homonymes, voir Darrieussecq.
Geneviève Darrieussecq, née le 4 mars 1956 à Peyrehorade (Landes), est une femme politique française.
Conseillère régionale d'Aquitaine de 2004 à 2015, elle est maire de Mont-de-Marsan de 2008 à 2017 et présidente de Mont-de-Marsan Agglomération de 2009 à 2017. Elle est également membre du bureau exécutif national du Mouvement démocrate (MoDem) depuis 2009.
Lors des élections législatives de 2017, elle est élue députée dans la première circonscription des Landes. Le 21 juin 2017, elle est nommée secrétaire d'État auprès de la ministre des Armées, Florence Parly, dans le second gouvernement Édouard Philippe. Elle est ensuite, entre le 6 juillet 2020 et le 20 mai 2022, ministre déléguée à la Mémoire et aux Anciens Combattants dans le gouvernement Jean Castex.
Elle est la tête de liste de la majorité présidentielle aux élections régionales de 2021 en Nouvelle-Aquitaine.
Le 4 juillet 2022, elle est nommée ministre déléguée chargée des Personnes handicapées dans le gouvernement Élisabeth Borne. Elle quitte le gouvernement à la suite du remaniement du 20 juillet 2023, remplacée par Fadila Khattabi. Elle reprend par la suite son mandat de députée des Landes le 21 août 2023. 
Du 21 septembre 2024 au 23 décembre 2024, elle est ministre de la Santé et de l’Accès aux soins dans le gouvernement Michel Barnier. Elle reprend par la suite son mandat de députée des Landes le 24 janvier 2025.

## Situation personnelle

### Famille et formation
Geneviève Lafitte naît le 4 mars 1956 à Peyrehorade.
Après des études secondaires au collège puis au lycée de Marracq à Bayonne, elle poursuit des études supérieures à la faculté de médecine de l'université Bordeaux-Segalen où elle obtient un doctorat en médecine et une capacité en allergologie.
Elle épouse Marcel Darrieussecq, kinésithérapeute à Mont-de-Marsan,. De ce mariage, naissent quatre enfants.

### Carrière professionnelle
De 1983 à 2008, elle exerce en tant que médecin libéral allergologue à Mont-de-Marsan et, de 1984 à 2008, en tant que médecin attaché à l'hôpital Layné. Depuis 2015, elle est présidente de la Fédération hospitalière de France de la région Nouvelle-Aquitaine.
Dans le domaine associatif, elle exerce en tant que médecin du Stade montois rugby de 1997 à 2007.

## Parcours politique

### Débuts
Geneviève Darrieussecq commence sa carrière politique en 2004, en devenant conseillère régionale d’Aquitaine. En 2008, elle se présente pour les élections municipales à la mairie de Mont-de-Marsan, alors que le Mouvement démocrate (MoDem) bénéficie de l'alliance avec l'Union pour un mouvement populaire (UMP) dans la préfecture landaise. Elle est élue au terme du second tour en mars 2008. Elle devient alors une des rares élues d'importance au sein du MoDem.
En 2009, elle est candidate aux élections européennes, en quatrième position sur la liste MoDem dirigée par Robert Rochefort. Sa liste recueille à Mont-de-Marsan (dont elle est le maire) 12 % des suffrages ; sur l'ensemble du département, sa liste comptabilise 9,5 % des voix. Le 29 juillet, elle est nommée membre du bureau exécutif national du MoDem. Elle est élue en septembre 2009 présidente de Mont-de-Marsan Agglomération à la suite de la démission de Jean-Pierre Jullian, contre Alain Vidalies,, avec 35 voix sur 64 contre 27 pour son adversaire.
Elle est candidate aux élections régionales de 2010 en tête des Landes sur la liste MoDem menée par Jean Lassalle qui recueille plus de 21 % des suffrages à Mont-de-Marsan et 12,2 % sur l'ensemble du département. Au second tour, sa liste recueille 24 % à Mont-de-Marsan et environ 15 % dans le département des Landes.
Lors de l'élection présidentielle de 2012, elle fait partie de l'équipe de campagne de François Bayrou en tant que responsable des affaires de santé.
Geneviève Darrieussecq a été également présidente de l'Union des villes taurines françaises (2010-2014).
Lors des élections municipales de 2014, elle est réélue maire de Mont-de-Marsan au premier tour avec 56,01 % des voix.
En mars 2015, elle est élue conseillère départementale du canton de Mont-de-Marsan-2, en tandem avec Pierre Mallet.
Elle soutient Alain Juppé pour la primaire présidentielle des Républicains de 2016,.
Le 6 avril 2017, elle annonce son soutien à Emmanuel Macron dans le cadre de l'élection présidentielle de 2017.
Elle se présente aux élections législatives de 2017 dans la première circonscription des Landes. Le 18 juin, à l'issue du second tour, elle est élue députée avec 65,12 % des voix,.

### Au gouvernement

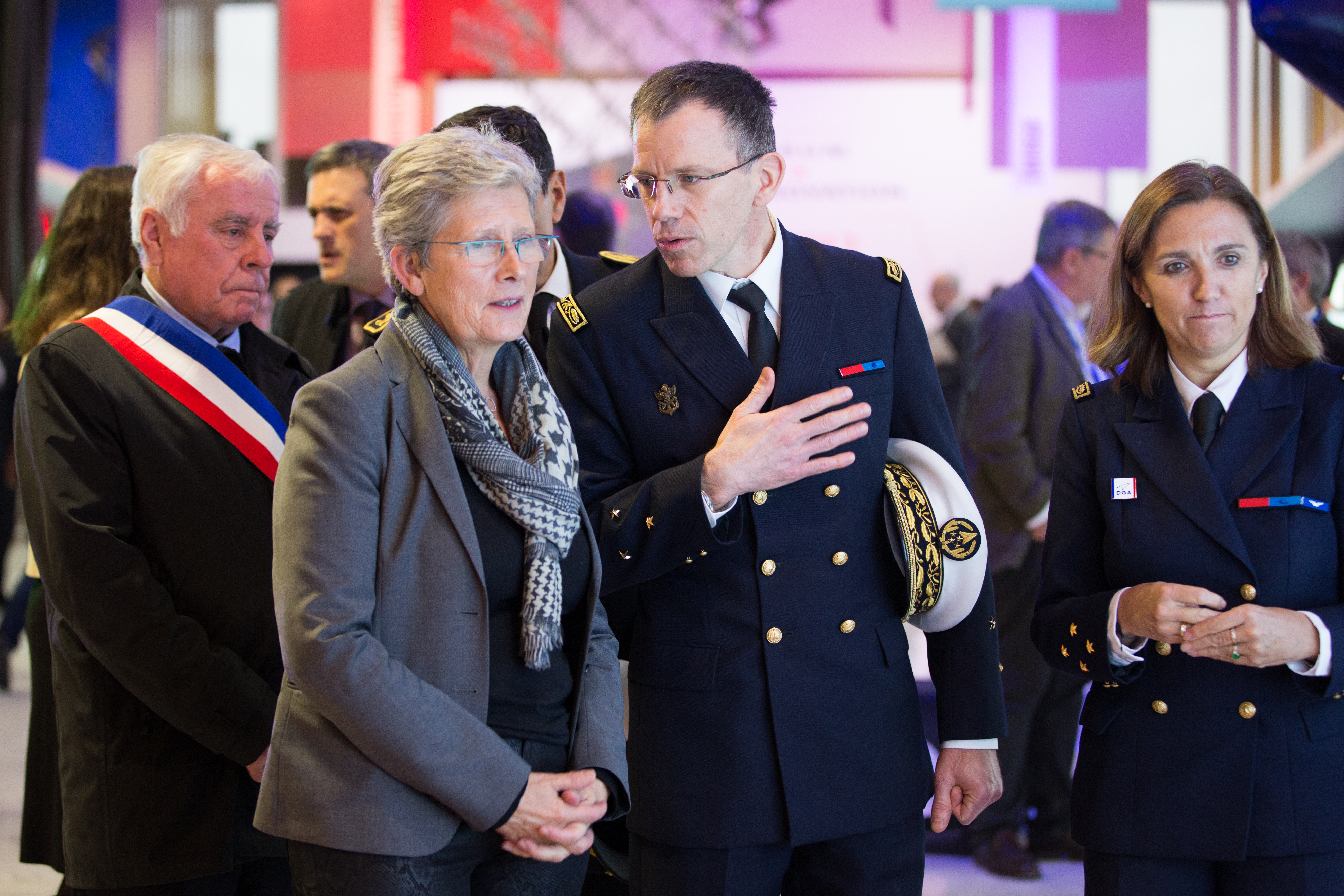
Geneviève Darrieussecq en visite de l'École Polytechnique en 2017.

Le 21 juin 2017, Geneviève Darrieussecq est nommée secrétaire d'État auprès de la ministre des Armées Florence Parly dans le second gouvernement d'Édouard Philippe. Charles Dayot lui succède en tant que maire de Mont-de-Marsan le 7 juillet 2017 et son suppléant, Fabien Lainé, devient député.
Contexte relève que « Geneviève Darrieussecq est discrète auprès de Florence Parly au ministère des Armées. Elle a eu une lettre de mission précise : à elle « l’humain », quand la ministre s’occupe du matériel. La mémoire, la jeunesse, la formation, le Service de santé des armées, le développement durable dans les armées, le plan famille sont ses premiers sujets de préoccupation. Mais elle doit se tenir au courant du reste, pour être capable de répondre en cas d’absence de Florence Parly ».
Jusqu'au 16 octobre 2018, elle est chargée de la mise en œuvre du service national universel ; ce dossier est ensuite transféré à Gabriel Attal, nommé secrétaire d'État auprès du ministre de l'Éducation nationale et de la Jeunesse.
Geneviève Darrieussecq a également en charge la mémoire et les anciens combattants. Elle supervise ainsi la rédaction d'un livret intitulé Aux combattants d’Afrique, la patrie reconnaissante, qui présente les biographies de cent combattants africains morts pour la France. Remis le 30 juin 2020 aux députés de la Commission de la Défense nationale et des Forces armées et aux sénateurs du groupe d’études sur les anciens combattants, l'ouvrage a pour but d'inciter les élus à nommer des lieux publics tels que les rues, les parcs et jardins d'après les noms des combattants africains,.
Durant la pandémie de Covid-19 en France, Geneviève Darrieussecq intègre trois matinées par semaine une « cellule Covid-19 » de l'hôpital d'instruction des armées Percy de Clamart, où elle est chargée de l'examen des patients suspectés d'être atteints par le virus,. Elle y a pour collègue l'ancienne ministre Agnès Buzyn.
Le 6 juillet 2020, elle est nommée ministre déléguée à la Mémoire et aux Anciens Combattants dans le gouvernement de Jean Castex.
Le 16 avril 2021, elle officialise sa candidature aux élections régionales de 2021 en Nouvelle-Aquitaine, à la tête d'une liste de rassemblement de la majorité présidentielle.
Le 4 juillet 2022, elle est nommée ministre déléguée chargée des Personnes handicapées dans le gouvernement Élisabeth Borne.
Le 20 juillet 2023, elle quitte le gouvernement « après six ans et aucun regret ». Fadila Khattabi lui succède.

### Députée des Landes
Redevenue députée le 21 juin 2022, un mois après la fin de ses fonctions gouvernementales, pour le dernier jour de la XVe législature, elle est à nouveau candidate aux élections législatives de 2022 dans la première circonscription des Landes avec l'investiture de la coalition Ensemble (LREM). Elle est réélue au second tour avec 55,81 % des voix. À la suite de son départ du gouvernement, elle reprend son mandat de députée le 21 août 2023.

### Retour au gouvernement
Le 21 septembre 2024, elle est nommée ministre de la Santé et de l'Accès aux soins au sein du gouvernement Michel Barnier.
Après la censure du gouvernement de Michel Barnier, elle n'est pas reconduite dans ses fonctions au sein du gouvernement Bayrou et est remplacée par Catherine Vautrin.
Le 13 mars 2025, elle est élue au sein du comité directeur de la Ligue nationale de rugby au sein du collège des personnalités qualifiés,.

## Résultats électoraux

### Élections législatives
| Année | Parti | Parti      | Circonscription | 1er tour | 1er tour | 2d tour | 2d tour | Issue  |
| Année | Parti | Parti      | Circonscription | %        | Rang     | %       | Rang    | Issue  |
| ----- | ----- | ---------- | --------------- | -------- | -------- | ------- | ------- | ------ |
| 2007  |       | UDF-MoDem  | 1re des Landes  | 11,11    | 3e       |         |         | Battue |
| 2017  |       | MoDem-LREM | 1re des Landes  | 43,34    | 1re      | 63,65   | 1re     | Élue   |
| 2022  | 33,39 | MoDem-LREM | 1re des Landes  | 1re      | 55,81    | 1re     | Élue    |        |
| 2024  | 28,25 | MoDem-LREM | 1re des Landes  | 2e       | 56,78    | 1re     | Élue    |        |

### Élections régionales
Les résultats ci-dessous concernent uniquement les élections où elle est tête de liste.
| Année | Liste | Liste                      | Région             | 1er tour | 1er tour | 2d tour | 2d tour | Sièges obtenus |
| Année | Liste | Liste                      | Région             | %        | Rang     | %       | Rang    | Sièges obtenus |
| ----- | ----- | -------------------------- | ------------------ | -------- | -------- | ------- | ------- | -------------- |
| 2021  |       | MoDem-LREM-UDI-MR-Agir-TdP | Nouvelle-Aquitaine | 13,71    | 3e       | 13,01   | 5e      | 18 / 183       |

### Élections départementales
| Année | Parti | Parti | Binôme                | Canton           | 1er tour | 1er tour | 2d tour | 2d tour | Issue |
| Année | Parti | Parti | Binôme                | Canton           | %        | Rang     | %       | Rang    | Issue |
| ----- | ----- | ----- | --------------------- | ---------------- | -------- | -------- | ------- | ------- | ----- |
| 2015  |       | MoDem | Pierre Mallet (MoDem) | Mont-de-Marsan-2 | 43,22    | 1re      | 54,96   | 1re     | Élue  |

### Élections municipales
Les résultats ci-dessous concernent uniquement les élections où elle est tête de liste.
| Année | Liste | Liste     | Commune        | 1er tour | 1er tour | 2d tour | 2d tour | Sièges obtenus |
| Année | Liste | Liste     | Commune        | %        | Rang     | %       | Rang    | Sièges obtenus |
| ----- | ----- | --------- | -------------- | -------- | -------- | ------- | ------- | -------------- |
| 2008  |       | MoDem-UMP | Mont-de-Marsan | 43,93    | 1re      | 52,88   | 1re     | 27 / 35        |
| 2014  | 56,01 | MoDem-UMP | Mont-de-Marsan | 1re      |          |         | 31 / 39 |                |

## Décorations
Le 13 juillet 2011, Geneviève Darrieussecq est nommée au grade de chevalier dans l'ordre national de la Légion d'honneur au titre de « médecin, conseillère régionale d'Aquitaine, maire de Mont-de-Marsan (Landes) ; 31 ans de services ».
Elle est également commandeur de l'ordre du Mérite de la République italienne, depuis le 4 juillet 2021.

## Pour approfondir